# Comuna Livezeni, Mureș
Livezeni (mai demult Ied sau Iedu, în maghiară Jedd) este o comună în județul Mureș, Transilvania, România, formată din satele Ivănești, Livezeni (reședința), Poienița și Sânișor.

## Demografie
Componența etnică a comunei Livezeni
     Maghiari (40,24%)
     Români (37,92%)
     Romi (14,38%)
     Alte etnii (0,28%)
     Necunoscută (7,18%)
Componența confesională a comunei Livezeni
     Reformați (39,76%)
     Ortodocși (32,06%)
     Romano-catolici (6,72%)
     Greco-catolici (3,67%)
     Unitarieni (1,95%)
     Adventiști (1,56%)
     Fără religie (1,02%)
     Alte religii (4,97%)
     Necunoscută (8,29%)
Conform recensământului efectuat în 2021, populația comunei Livezeni se ridică la 4.610 locuitori, în creștere față de recensământul anterior din 2011, când fuseseră înregistrați 3.266 de locuitori. Cei mai mulți locuitori sunt maghiari (40,24%), cu minorități de români (37,92%) și romi (14,38%), iar pentru 7,18% nu se cunoaște apartenența etnică. Din punct de vedere confesional, cei mai mulți locuitori sunt reformați (39,76%), cu minorități de ortodocși (32,06%), romano-catolici (6,72%), greco-catolici (3,67%), unitarieni (1,95%), adventiști (1,56%), fără religie (1,02%) și altele (2,02%), iar pentru 8,29% nu se cunoaște apartenența confesională.

## Politică și administrație
Comuna Livezeni este administrată de un primar și un consiliu local compus din 13 consilieri. Primarul, István Bányai[*], de la Uniunea Democrată Maghiară din România, este în funcție din 2016. Începând cu alegerile locale din 2024, consiliul local are următoarea componență pe partide politice:
|  | Partid                                 | Consilieri | Componența Consiliului | Componența Consiliului | Componența Consiliului | Componența Consiliului | Componența Consiliului | Componența Consiliului | Componența Consiliului |
|  | -------------------------------------- | ---------- | ---------------------- | ---------------------- | ---------------------- | ---------------------- | ---------------------- | ---------------------- | ---------------------- |
|  | Uniunea Democrată Maghiară din România | 7          |                        |                        |                        |                        |                        |                        |                        |
|  | Partidul Național Liberal              | 3          |                        |                        |                        |                        |                        |                        |                        |
|  | Partidul Social Democrat               | 2          |                        |                        |                        |                        |                        |                        |                        |
|  | Alianța pentru Unirea Românilor        | 1          |                        |                        |                        |                        |                        |                        |                        |

## Atracții turistice
- Biserica de lemn din Sânișor
- Biserica reformată din satul Ivănești, an construcție 1796[7]